# Spermacoce palustris
Spermacoce palustris är en måreväxtart som först beskrevs av Adelbert von Chamisso och Diederich Franz Leonhard von Schlechtendal, och fick sitt nu gällande namn av Piero G. Delprete. Spermacoce palustris ingår i släktet Spermacoce och familjen måreväxter. Inga underarter finns listade i Catalogue of Life.